# 廍後北極殿
22°41′05″N 120°17′12″E / 22.684652°N 120.286681°E
廍後北極殿，位於台灣高雄市左營區海平路2號，主祀北極玄天上帝，是廍後庄居民的信仰中心。

## 歷史
廍後北極殿創建於清康熙年間，由陳氏倡建於廍後庄厝尾仔（即現今海軍中正堂一帶），清康熙五十八年（1719年）「鳳山縣志」載：元天上帝廟在興隆庄者一。清乾隆二十九年（1764年）「重修鳳山縣志」載：真武廟俗稱元天大帝廟，在縣治興隆庄左營蔀後鄉，鄉民募眾建。清光緒二十年（1894年）「鳳山縣采訪冊」載：真武廟祀元天上帝，亦名北極大帝，一在廍後庄（興隆），縣西北十六里，屋六間，嘉慶五年許卓募建，同治十三年卓隆美董修。
日治昭和三年（1928年），由薛占募款重修。昭和十二年（1937年）日軍擴建左營軍港，廍後庄遭劃入海軍軍區要塞，廍後北極殿扼遭拆毀，神像被移到大崗山超峰寺，幸北極玄天上帝等五尊重要金身由薛占等5人藏匿其宅。台灣光復後民國34年（1945年），由薛占提倡募款重建廍後北極殿於現址。民國67年(1978年)，由薛順為首，號召信徒出錢出力，再次重建廍後北極殿，民國70年（1981年）完工落成入廟安座，並於民國73年（1984年）元月七日舉行慶成謝土五朝祈安清醮。
民國93年（2004年），申請登記改制為財團法人。

## 祀神
廍後北極殿主祀北極玄天上帝，同祀呂仙祖、何仙姑、福德正神、中壇元帥、太歲星君，配祀三十六官將、虎爺。

## 外部連結
- 廍後北極殿-文化資源地理資訊系統 （页面存档备份，存于）
- 左營廍後北極殿 Google街景圖  （页面存档备份，存于）